# Moda en Estados Unidos

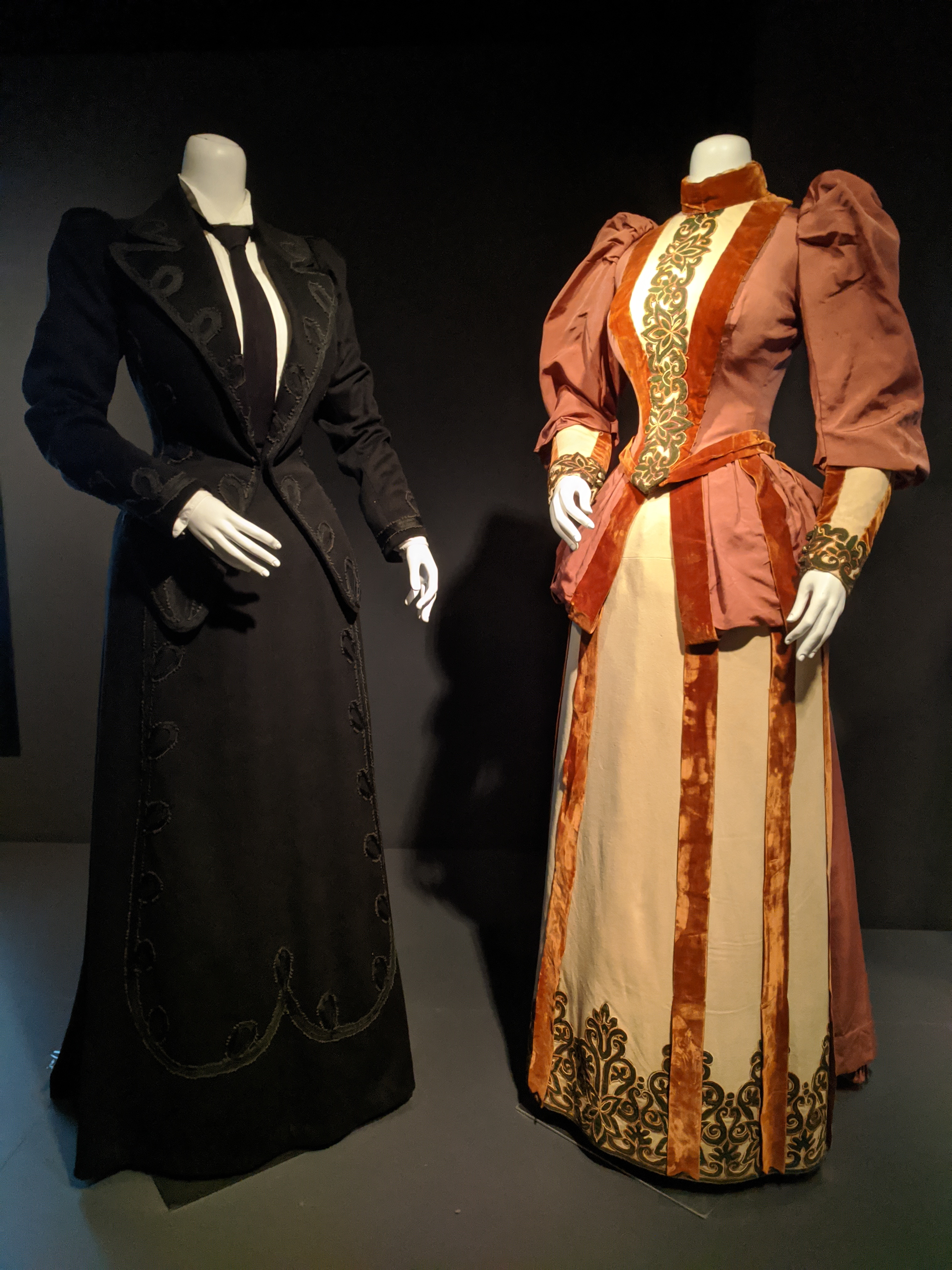
Traje de paño de lana negra, alrededor de 1890, EE. UU. y vestido de exterior de Mme Victorine de seda malva y lana blanca (alrededor de 1889, EE. UU.), expuestos en el Museo del Instituto de Tecnología de la Moda, en Nueva York.

Estados Unidos es uno de los países líderes en la industria textil y de moda, junto con países como Francia, Italia, Reino Unido, Alemania y Japón. Dejando de lado la vestimenta formal utilizada en el ámbito laboral, la moda estadounidense es ecléctica y mayoritariamente informal. Mientras que las raíces culturales estadounidenses están reflejadas en su ropa, particularmente en aquellas relacionadas con los inmigrantes, los sombreros vaqueros, botas vaqueras y las chamarras de motociclista hechas de piel, son piezas emblemáticas de los estilos americanos. 
Nueva York y Los Ángeles son los principales centros de la industria de la moda en Estados Unidos. Son considerados como las capitales líderes de la moda. La ciudad de Nueva York es considerada como una de las "cuatro grandes" capitales mundiales de la moda junto con París, Milán y Londres.

## Historia
Con el paso de los años, las reglas de la moda han cambiado. Los Estados Unidos de América siempre han seguido -y en algunos casos han liderado- las tendencias en la historia de la moda occidental. Ésta cuenta con algunos estilos regionales únicos, tales como la moda western.
Los pantalones de mezclilla fueron popularizados como prendas de trabajo en la década de 1850 en San Francisco por Levi Strauss, un comerciante estadounidense de origen alemán, y fueron adoptados por muchos adolescentes estadounidenses un siglo después. Ahora, son utilizados ampliamente en todos los continentes por personas de todas las edades y clases sociales. Junto con la comercialización masiva de la vestimenta informal en general, los pantalones de mezclilla son quizás la primera contribución americana a la moda global.

## Industria de la moda
Los Estados Unidos de América también son la sede de grandes marcas de diseñadores, como Ralph Lauren, Calvin Klein, Tommy Hilfiger y Victoria's Secret. Marcas como Abercrombie & Fitch y Eckō están enfocadas a distintos nichos del mercado. La camiseta (en inglés, T-shirt) es usada en Estados Unidos por muchas personas, y puede ser lisa y blanca, o con colores y logotipos de la compañía y en ocasiones hasta con mensajes graciosos. Se podría decir que las polos son el tipo de prenda más usada en Estados Unidos. Una nueva tendencia en los Estados Unidos es la vestimenta sostenible, lo cual ha llevado a la creación de distintos tipos de playeras elaboradas a base de algodón orgánico, producidas por marcas como BeGood Clothing y American Apparel.

## Variación regional y cultural
Las normas de vestimenta en Estados Unidos son consistentes con las de otras naciones occidentales posindustriales, y se han convertido en un estilo informal desde mediados del siglo XX. La vestimenta en Estados Unidos también depende de una gran variedad de factores: la localización y el origen de la producción, el origen étnico de los individuos... Los pantalones de mezclilla son una tendencia extendida a todas las clases sociales. 
Los estados occidentales comúnmente se diferencian por ser más informales en su manera de vestir, en comparación con los estados cercanos a la costa este. El consumismo llamativo ha ocasionado entre las clases media y alta un incremento en las preferencias por las marcas de diseñadores.
La tolerancia hacia formas de expresión corporal que se desvían de la corriente principal, como el nudismo o los tatuajes en el cuerpo completo, están fuertemente enlazadas con la subcultura y el origen del individuo. Generalmente, los Estados Unidos tienden a ser menos tolerantes frente a la desnudez en comparación con Europa Occidental y esto sucede incluso en zonas más tolerantes, como pueda ser California. La tolerancia hacia el travestismo y las perforaciones varía mucho de un estado a otro y de un grupo social a otro: en algunas subculturas puede considerarse algo normal, mientras que otros ambientes puede llegar a considerarse como un tabú.